# 10 Dywizjon Samochodowy
10 Dywizjon Samochodowy (10 dsam) – pododdział wojsk samochodowych Wojska Polskiego II RP.

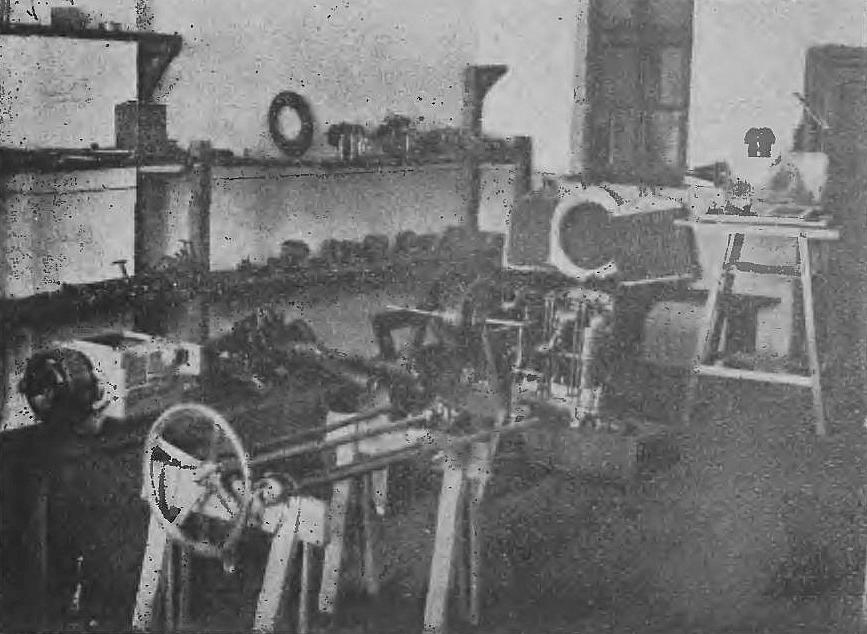
Modelarnia 10 dyw. sam.

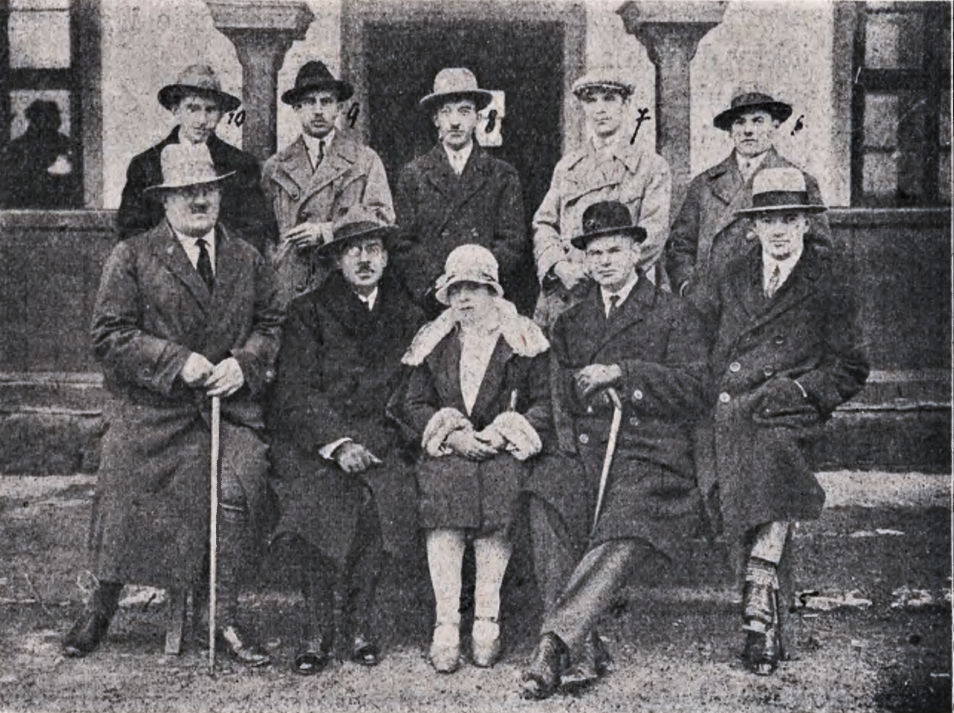
Grupa urzędników cywilnych 10 dywizjonu samochodowego

## Formowanie i zmiany organizacyjne
10 dywizjon samochodowy sformowany został w 1918 w Częstochowie na bazie niemieckich warsztatów samochodowych, które mieściły
się w fabryce „Częstochowianka” oraz z kolumn samochodowych, które były stacjonowane: w Radomiu, Piotrkowie, Kielcach i Częstochowie. Pierwotnie przybrał nr 3.
Latem 1921 stacjonował w garnizonie Przemyśl (Okręg Korpusu Nr X).
W 1929 roku jednostka została skadrowana i przemianowana na Kadrę 10 Dywizjonu Samochodowego.
W 1934 roku Kadra 10 dsam została włączona w skład 2 Batalionu Czołgów i Samochodów Pancernych, który 26 lutego 1935 roku został przeformowany w 2 Batalion Pancerny.
Święto dywizjonu było obchodzone 8 września.

## Dowódcy baonu i komendanci kadry
- mjr/ppłk sam[a]. Narcyz Jan Sobol (1923-1924)
- mjr sam. Stanisław Hulewicz (1928)
- mjr sam. Władysław Srocki (do 1934)